# 5729 (année hébraïque)
5729 (hébreu : ה'תשכ"ט , abbr. : תשכ"ט) est une année hébraïque qui a commencé à la veille au soir du 23 septembre 1968 et s'est finie le 12 septembre 1969. Cette année a compté 355 jours. Ce fut une année simple dans le cycle métonique, avec un seul mois de Adar. Ce fut la troisième année depuis la dernière année de chemitta.
En l'an 5729, l'État d'Israël a fêté ses 21 ans d'indépendance.

## Calendrier
Ce calendrier hébraïque de l'année 5729 donne les correspondances avec les dates du calendrier grégorien.
Le premier nombre dans chaque case correspond au jour du mois hébraïque. Les jours en couleurs sont des jours remarquables juifs ou israéliens.
| ◄◄ | 5729 | ►► |

## Événements
- L'attaque d'un avion de la compagnie El Al sur l'aéroport d'Athènes par un commando palestinien marque le début du terrorisme lié à la situation géopolitique du Proche-Orient.
- Opération Gift. Manifestations dans les principales villes du Liban pour soutenir la cause palestinienne. Les Palestiniens établissent des représentations à Beyrouth. Les communiqués revendiquant les actions terroristes internationales émanent tous de la capitale libanaise. Israël multiple les actions de représailles sur le territoire libanais.
- Mort de Levi Eshkol d'une crise cardiaque.
- Golda Meir devient premier ministre d'Israël à la suite de la mort de Levi Eshkol.
- Nasser déclenche une guerre d'usure contre Israël dans la région du canal de Suez. Il met en place le plan « Granit », qui doit neutraliser l’aviation israélienne et permettre la reconquête du Sinaï. Israël réplique par des raids aéroportés puis des bombardements massifs sur le canal et le golfe de Suez. Il parvient à détruire les matériels anti-aériens de l’Égypte.
- Opération Bulmus 6.

## Naissances
- Lior Ashkenazi
- Achinoam Nini
- Yael Hollenberg

## Décès
- Trygve Lie
- Levi Eshkol
- Theodor W. Adorno

5724 - 5725 - 5726 - 5727 - 5728 - 5729 - 5730 - 5731 - 5732 - 5733 - 5734